# 桑尼·法蘭傑斯
老約翰·「桑尼」·法蘭傑斯（John "Sonny" Franzese Sr.，義大利語：[ˈfrantseːze; -eːse]，1917年2月6日—2020年2月24日）是一名意大利出生的美國黑幫，他是哥倫布犯罪家族的長期成員和前小老闆。
法蘭傑斯的犯罪生涯開始於1930年代，跨越80年。他由1963年起擔任哥倫布犯罪家族的小老闆，直到1967年因策劃一連串銀行搶劫罪而被判處50年監禁為止。他於1978年獲得假釋，但在隨後的幾十年裡，因違反假釋規定至少被監禁了六次。他於2005年再次成為哥倫布犯罪家族的小老闆，直到在2011年因勒索罪名成立，並被判處8年監禁。他的兒子小約翰·法蘭傑斯曾作證對抗他，成為了第一位紐約黑幫的兒子轉為污點證人指證他父親。在2017年6月23日獲釋時，他已經100歲，是美國最年老的聯邦囚犯，也是唯一被聯邦拘留的人瑞。他於2020年2月24日在紐約市的一間醫院裡去世，享年103歲。

## 在哥倫布犯罪家族中崛起
根據美國聯邦監獄管理局的說法，法蘭傑斯於1917年2月6日出生在意大利的拿坡里，父母是卡邁恩·法蘭傑斯（Carmine Franzese）和瑪莉亞·康沃拉（Maria Corvola）。他的父母在他出生時已經移民到美國，並返回意大利進行拜訪。六個月後，他的家人帶著法蘭傑斯回到他們在布魯克林綠點區的家中。他的父親在那裡經營一間麵包店。母親年輕時給他起了「桑尼」（Sonny）的綽號。
1930年代後期，法蘭傑斯在普羅法奇犯罪家族（後來稱為哥倫布犯罪家族）老大喬·普羅法奇的領導下工作。他因為襲擊他人而在1938年第一次被捕。1942年，在第二次世界大戰中，他被征召加入美國陸軍，但在當年晚期他因為被列為「有殺人傾向的精神官能症」而被退役。法院文件指控他於1947年強姦一名女服務員，但從未因這次犯罪而被捕。

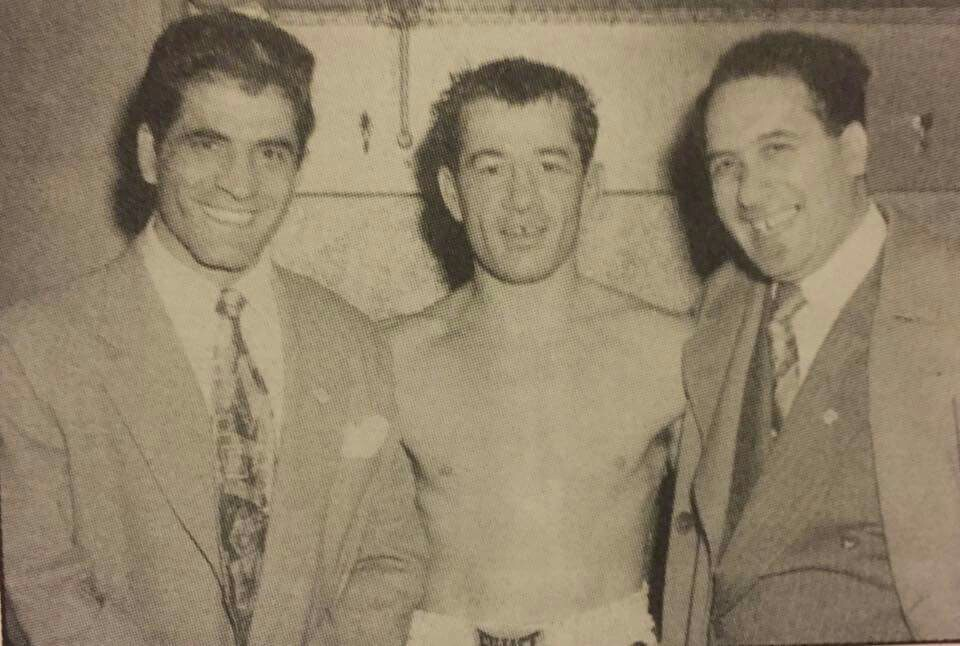
1940年代，法蘭傑斯（左）與拳擊手羅基·格拉齊亞諾（中）

法蘭傑斯在紐約市和新澤西州開展業務，以及參與詐騙、敲詐勒索和放高利貸。他也是科帕卡巴納夜總會的常客，而且經常與法蘭·仙納杜拉和小山米·戴維斯等明星見面。他也是拳擊手羅基·格拉齊亞諾的粉絲。他於1950年成為榮譽的男人，為哥倫布犯罪家族前任代理老大文森佐·阿洛伊的父親塞巴斯蒂安·阿洛伊（Sebastian "Buster" Aloi）效力。據信，他在1950年代中期被普羅法奇晉升為哥倫布犯罪家族的角頭或隊長。到1963年，他已被老大約瑟夫·哥倫布提升為小老闆。在1950年代與1960年代，法蘭傑斯將他的正式職業列為布魯克林一間乾洗店的老闆。
1967年，法蘭傑斯在一間新唱片公司Buddah Records中獲得經濟上的利益。法蘭傑斯利用Buddah Records洗黑錢，並賄賂唱片騎師。他還滲透Calla Records的老闆內特·麥克卡拉（Nate McCalla）並開始賺錢，直到該唱片公司在1977年停止運營，而麥克卡拉在1980年以行刑方法被殺死。

## 審判和定罪
1964年，他因維多·吉諾維斯的命令下謀殺了吉諾維斯犯罪家族中由殺手轉為線人的歐內斯特·魯波洛而被指控謀殺罪。魯波洛被槍擊和刺傷數次，然後他的腳被固定在兩個混凝土方塊，雙手綁緊，然後被拋入牙買加灣。1966年4月13日，他與其他9人一起被捕，在審判期間，檢方提供了記錄，聲稱法蘭傑斯殺死30至50人。法蘭傑斯後來被判無罪。
然而，1967年3月3日，法蘭傑斯在紐約州的阿伯尼被判在1965年策劃一連串遍及全國的銀行搶劫案，在幾次上訴被駁回後，他最終在1970年被法官雅各布·米什勒判處在美國萊文沃思監獄服刑50年。據報道，法蘭傑斯的侄子薩爾瓦托雷·法蘭傑斯（Salvatore Franzese）在法蘭傑斯入獄期間領導法蘭傑斯的賭博活動。1978年，法蘭傑斯獲假釋出獄，但在1982年因違反假釋而返回監獄。1984年，法蘭傑斯再次獲得假釋出獄。直到2008年，他再也沒有被指控犯有其他罪行，不過他經常因違反假釋規定而至少回去入獄六次。

## 討論謀殺
2006年，法蘭傑斯與哥倫布犯罪家族的一名合夥人加埃塔諾·法塔托（Gaetano "Guy" Fatato）討論過有關黑幫殺人的技術，但他未意識到法塔托是政府線人，並且錄下了這次交談。法蘭傑斯告訴法塔托：
|  | 我殺過很多傢伙——不是在談論四個、五個、六個、十個。 |

法蘭傑斯還告訴法塔托，在殺人前，他在指尖上塗了指甲油，避免在犯罪現場留下指紋。法蘭傑斯還建議在殺人時戴上髮網，以免在犯罪現場留下任何可被DNA分析的髮絲。
最後，法蘭傑斯強調了正確處理屍體的重要性。他的步驟是在兒童水池內將屍體肢解，用微波爐將切開的屍塊弄乾，然後透過工業級的食物垃圾處理機來處理這些屍塊。法蘭傑斯說：
|  | 現在，你再也無法留下屍體了……最好花半個小時、一個小時來處理屍體，而不是將屍體留在街上。 |

## 起訴及終審判決

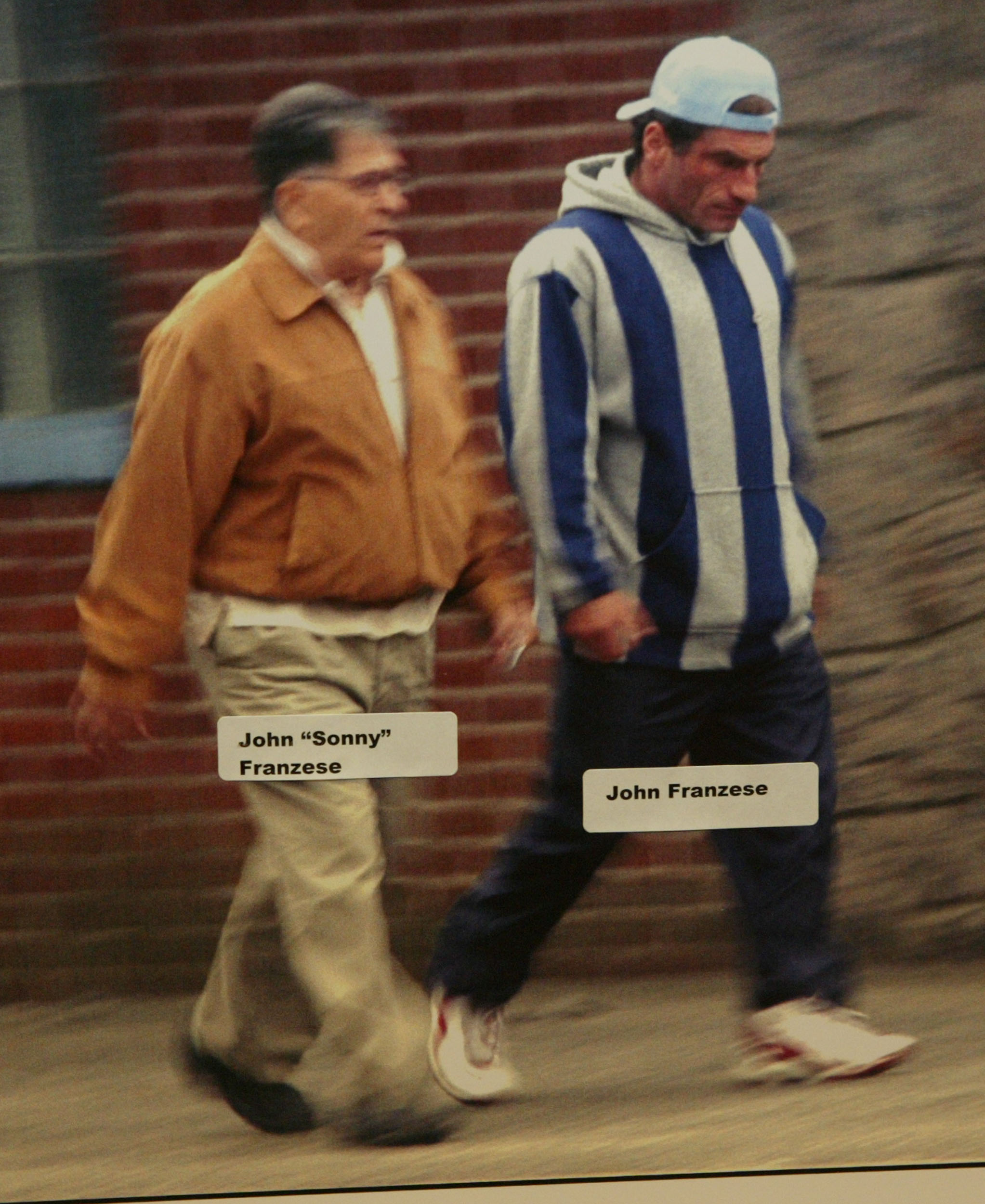
聯邦調查局（FBI）在2005年拍攝的法蘭傑斯和他的兒子小約翰·法蘭傑斯（右）的照片。

在2004年約翰·德羅斯被關押後，湯瑪斯·吉厄利於2005年再次將法蘭傑斯晉升為哥倫布犯罪家族的小老闆，這是他自1967年入獄以來的第一次。然而，在2007年5月，法蘭傑斯因違反假釋而被再次送回監獄。2008年6月，仍然被監禁的法蘭傑斯被起訴，罪名是參與1990年代初哥倫布犯罪家族鬥爭期間的謀殺、1990年代中期在紐約市偷皮草大衣，以及2006年洛杉磯冒充警察入室行竊。
2008年6月4日，法蘭傑斯與其他哥倫布的黑幫們一起被指控犯有敲詐陰謀、搶劫、勒索、販運毒品和放高利貸的罪行。2008年12月24日，法蘭傑斯從布魯克林的大都會拘留中心被釋放。根據執法部門的說法，法蘭傑斯仍然是哥倫布犯罪家族的正式小老闆。
法蘭傑斯的兒子小約翰·法蘭傑斯成為了政府的線人。據稱，小法蘭傑斯也要為他父親第四次違反假釋規定而負責，但在流下眼淚否認指控後，他被回復信任，說道：「無論遇到什麼麻煩，我都不會這樣做的。」2005年，小法蘭傑斯在父親身邊戴了一個竊聽器。小約翰·法蘭傑斯兩次作證指控他的父親，而這是他父親最後一次企圖殺死他；他後來在證人保護傘下生活著。2010年，小法蘭傑斯承認，他從聯邦調查局（FBI）那裡獲得了50,000美元作為合作證人。他是第一位紐約黑幫的兒子轉為污點證人對抗他父親。
在小法蘭傑斯的證詞幫助下，93歲的老法蘭傑斯於2011年1月14日被判監禁8年，罪名是勒索兩間曼克頓的脫衣舞俱樂部、經營一項高利貸業務和勒索一間長島的披薩店。檢察官要求判處12年徒刑，而法蘭傑斯的律師則根據各種疾病，包括部分失明和失聰、痛風以及心臟和腎髒問題，要求寬恕。法蘭傑斯在2016年7月被拒絕保外就醫。已經100歲的法蘭傑斯於2017年6月23日在麻薩諸塞州德文斯的聯邦醫療中心被釋放。他是美國最年老的聯邦囚犯，也是唯一被聯邦拘留的人瑞。

## 電影生意
法蘭傑斯在占士·堅主演的2003年電影《我們的這些事情》中被列為聯合製片人。他還為1972年色情電影《深喉嚨》提供22,000美元成本，以及1974年砍殺電影《德州電鋸殺人狂》投資80,000至140,000美元。

## 家庭
法蘭傑斯曾與一名女子結婚，他們育有3個孩子。在結婚期間，約翰讓曼克頓白鸛俱樂部內16歲的香煙女郎克里斯蒂娜·卡波比安科（Cristina Capobianco）懷上了麥可·法蘭傑斯。為了避免出現未婚生孩子的醜聞，所以卡波比安科嫁給了法蘭克·葛里盧（Frank Grillo）。在黑幫集團允許約翰與他的第一任妻子離婚後，葛里盧消失了，而約翰與卡波比安科結婚。由於這個原因，麥可最初認為他是在葛里盧失蹤後被約翰收養的，麥可認為葛里盧才是他的生父。法蘭傑斯與卡波比安科育有4個孩子，而卡波比安科在2012年去世。法蘭傑斯總共有8個孩子、18個外孫和6個曾孫。
麥可·法蘭傑斯在1969年讀入醫學預科課程，約翰·法蘭傑斯原本不希望他加入黑社會。但是，約翰因搶劫銀行被判入獄50年後不久，在1971年，麥可決定輟學，幫助他的家人賺錢。麥可在1986年被判10年監禁，最終在1994年獲釋，1995年退休至加州。
他的幼子小約翰·法蘭傑斯在成為FBI的線人之前曾是哥倫布犯罪家族的合夥人。2017年6月23日，法蘭傑斯出獄並回家。在2019年，小法蘭傑斯在父親所住的養老院與父親會面，跟他和好如初。小約翰在此前已經自願退出證人保護項目。

## 逝世
法蘭傑斯於2020年2月24日在紐約市醫院裡去世，終年103歲。2月28日，在聖母聖衣堂舉行葬禮後，他被埋葬在聖約翰公墓。

## 外部連結
- John Franzese on IMDb